# Варавва (фильм, 2018)
«Варавва» — российский драматический фильм Евгения Емелина. Вышел в прокат 25 апреля 2019 года. Последняя роль в кино Альберта Филозова.

## Сюжет
Фильм показывает новое видение гибели и воскресения Иисуса Христа.
Всем известна библейская история о смерти и воскресении Христа. Но как выглядели события с точки зрения Вараввы — убийцы, отпущенного толпой вместо Иисуса? Чем обернулось для него это помилование? Варавва оказывается неожиданным образом связан с Иудой, который не смог заглушить в себе голос совести после предательства Христа и не нашёл в себе силы покаяться. Варавва пытается понять, кто же Тот человек, Который вместо него распят, и разобраться, действительно ли Он — Сын Божий? В поисках истины Варавва получает ответы на вопросы, которые заставляют его пересмотреть взгляды на всю свою жизнь.

## Актёры
| Актёр               | Роль               |
| ------------------- | ------------------ |
| Павел Крайнов       | Варавва            |
| Регина Хакимова     | Юдифь Искариот     |
| Залим Мирзоев       | Мельхиор           |
| Александр Лаптий    | Каиафа             |
| Елена Подкаминская  | Юстиция            |
| Константин Самоуков | Понтий Пилат       |
| Сергей Санаев       | Пётр               |
| Альберт Филозов     | Иосиф Аримафейский |
| Виталий Максименко  | Гестас             |
| Светлана Агафошина  | Мария Магдалина    |
| Андрей Чаквитая     | Иуда Искариот      |
| Дмитрий Кузьменко   | Симон Киринеянин   |
| Александр Иваненко  | Иисус Христос      |

## Критика
Фильм получил низкие оценки кинокритиков. Ефим Гугнин на сайте Film.ru писал: «Библейская спекуляция о разбойнике, вместо которого казнили Иисуса, — бьющая настолько мимо, что это почти хорошо».

## Награды
- Третье место в номинации «Художественное кино» на V премии «На Благо Мира» 2020 года[8][9][10][11][12][13][14][15][16].